# Falacia inversa del jugador
La falacia inversa del jugador, nombrada por el filósofo Ian Hacking, es una falacia formal de inferencia bayesiana que es inversa a la falacia del jugador más conocida. Es la falacia de concluir, sobre la base de un resultado improbable de un proceso aleatorio, que es probable que el proceso haya ocurrido muchas veces antes. Por ejemplo, si uno observa que se lanzan un par de dados y se obtienen dobles seises, es erróneo suponer que esto respalda la hipótesis de que los dados se han lanzado muchas veces antes. Podemos ver esto a partir de la regla de actualización bayesiana: dejando que U denote el resultado improbable del proceso aleatorio y M la proposición de que el proceso ha ocurrido muchas veces antes, tenemos:
{\displaystyle P(M|U)=P(M){\frac {P(U|M)}{P(U)}}}
y dado que P(U|M) = P (U) (el resultado del proceso no se ve afectado por ocurrencias anteriores), se sigue que P(M|U) = P(M); es decir, nuestra confianza en M no debería cambiar cuando aprendemos U.

## Ejemplos del mundo real
La falacia del jugador inverso es, sin duda, una falacia, pero existe desacuerdo sobre si se ha cometido en la práctica y dónde. En su artículo original, Hacking toma como principal ejemplo una cierta respuesta al argumento del diseño. El argumento del diseño afirma, primero, que el universo está afinado para albergar vida, y segundo, que este afinado apunta a la existencia de un diseñador inteligente. La refutación atacada por Hacking consiste en aceptar la primera premisa, pero rechazando la segunda centrándose en la teoría del universo oscilante del físico John Wheeler, que nuestro universo (big bang) es solo uno en una larga secuencia de universos, y que el ajuste fino simplemente muestra que ha habido muchos otros (mal afinados) universos anteriores a este. Hacking propone la siguiente analogía:
[Un jugador] entra en la habitación cuando está a punto de realizar una tirada. El metiche pregunta: "¿Crees que esta es la primera tirada de dados o hemos hecho muchas más esta noche?" ... Astutamente, dice: "¿Puedo esperar hasta ver cómo sale esta tirada antes de hacer mi apuesta contigo sobre el número de jugadas pasadas realizadas esta noche?" El metiche ... está de acuerdo. La tirada es un doble seis. El jugador dice tontamente: "Ja, eso marca la diferencia; creo que ha habido bastantes tiradas".
El jugador de este ejemplo está equivocado y Hacking piensa que la situación es análoga a la del ajuste fino. Hacking establece una clara distinción entre este argumento y el argumento de que todos los mundos posibles coexisten en algún sentido no temporal. Propone que estos argumentos, a menudo tratados como variaciones menores entre sí, deberían considerarse fundamentalmente diferentes porque uno es formalmente inválido mientras que el otro no lo es.

John Leslie señala una diferencia entre la observación del doble seis y la observación del ajuste fino, a saber, que la primera no es necesaria (la tirada podría haber salido diferente) mientras que la segunda es necesaria (nuestro universo debe albergar vida, lo que significa ex hypothesi que debemos ver un ajuste fino). El ejemplo de Hacking olvida tener en cuenta el "efecto de selección" el cual añade información. Por ejemplo:
Se pesca un pez de 12,2539 pulgadas. ¿Es necesario explicar esto especialmente? Aparentemente no. ¡Cada pez debe tener cierta longitud! Pero luego descubres que tu aparato de pesca sólo podría capturar peces de esta longitud, con una precisión de una entre diez mil. Ahora puede resultar atractivo teorizar que había muchos peces en el lago, peces nadando junto a nuestro aparato hasta que apareció el correcto.
Leslie sugiere la siguiente analogía: en lugar de ser convocados a una habitación para observar una tirada particular de dados, se nos dice que seremos convocados a la habitación inmediatamente después de una tirada de seises dobles. En esta situación, puede ser bastante razonable, al ser convocado, concluir con mucha confianza que no estamos viendo el primer lanzamiento. En particular, si sabemos que los dados son justos y que el lanzamiento no se habría detenido antes de que aparecieran los seises dobles, entonces la probabilidad de que estemos viendo el primer lanzamiento es como mucho 1/36. Sin embargo, la probabilidad será 1 si la tirada tiene control sobre el resultado utilizando la omnipotencia y la omnisciencia que los creyentes atribuyen al creador. Pero si la tirada no tiene tales poderes, la probabilidad puede ser incluso inferior a 1/36 porque no hemos supuesto que la tirada está obligada a que salgan seises dobles.
En 2009, Daniel M. Oppenheimer y Benoît Monin publicaron evidencia empírica de la falacia del jugador inverso (la llamaron falacia del jugador retrospectivo). Descubrieron que las personas creen que había ocurrido una secuencia más larga de eventos aleatorios (p. ej., lanzamiento de una moneda, lanzamiento de un dado) antes de un evento percibido como no representativo de la aleatoriedad del proceso de generación (una racha de cara o cruz, doble seis) que los eventos representativos. Esta falacia se extiende a más eventos de la vida real, como quedar embarazada, hacerse un hoyo en uno, etc.